# Retroculus xinguensis
Retroculus xinguensis es una especie de peces de la familia Cichlidae en el orden de los Perciformes.

## Morfología
Los machos pueden llegar alcanzar los 14,4 cm de longitud total.

## Hábitat
Es una especie de clima tropical entre 27 °C-30 °C de temperatura.

## Distribución geográfica
Se encuentran en Sudamérica:  cuenca del río Amazonas.